# Verdrag van Valençay

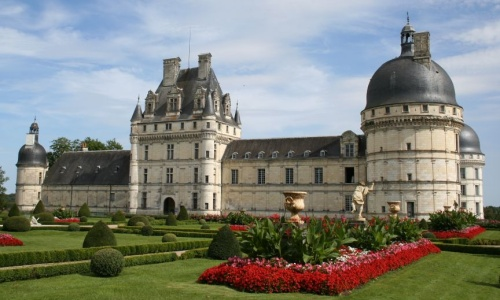
Het kasteel van Valençay

Het Verdrag van Valençay (11 december 1813) is vernoemd naar het kasteel van Charles Maurice de Talleyrand waar het verdrag werd getekend. Antoine René Mathurin tekende het verdrag namens Frankrijk en José Miguel de Carvajal-Vargas namens de Spaanse kroon.

## Verdrag
Met het Verdrag van Valençay werd formeel de Spaanse Onafhankelijkheidsoorlog beëindigd tussen beide landen. Met het verdrag werd Ferdinand VII van Spanje in zijn positie als koning van Spanje gerestaureerd. Sinds 1808 zat hij gevangen in het Kasteel van Valençay, nadat Jozef Bonaparte zijn plek als koning van Spanje had ingenomen.
Ook bevatte het verdrag afspraken over wederzijds respect tussen beide landen, waarbij dus werd vastgesteld dat het verdrag een verdrag voor vrede was en niet slechts een tijdelijke wapenstilstand tussen beide landen. Napoleon Bonaparte maakte echter wel een geheime afspraak met de Spaanse koning om de vrede met Engeland te verbreken indien de Hertog van Wellington Spanje als uitvalsbasis zou gebruiken voor latere campagnes tegen Frankrijk. De Raad van Cádiz bevestigde het verdrag nadat Ferdinand veilig in Madrid was aangekomen.